# Vila urbană de pe str. Sfatul Țării, 2 (Chișinău)
Vila urbană de pe str. Sfatul Țării, 2 este o clădire amplasată pe str. Sfatul Țării, 2 în Chișinău, Republica Moldova. Este un monument arhitectural de importanță națională inclus în Registrul monumentelor Republicii Moldova ocrotite de stat cu nr. 376 (municipiul Chișinău). Datează din anii 1930.